# Jan Němeček (hudební historik)
Jan Němeček (* 25. února 1896, Příbram – 31. března 1968) byl český hudební historik a docent, který též vyučoval dějiny církevní hudby na Římskokatolické Cyrilometodějské bohoslovecké fakultě v Praze.

## Život
Příbramský rodák absolvoval Filosofickou fakultu c. k. Karlo-Ferdinandovy respektive Karlovy univerzity v Praze v oboru čeština a němčina. Promován byl v roce 1921. Následně se stal středoškolským profesorem. V roce 1945 promoval a získal doktorát filozofie v oboru hudební věda a estetika. Dne 4. července 1947 byl jmenován na Filozofické fakultě Karlovy univerzity v Praze státním docentem pro obor hudební vědy (dějiny hudby) po předložení spisu Jakub Jan Ryba. V březnu 1950 byl navržen na jmenování lektorem církevní hudby a dějin církevní hudby na bohoslovecké fakultě Karlovy univerzity v Praze; ovšem ke jmenování nedošlo. 19. října 1951 byl jmenován na římskokatolické Cyrilometodějské bohoslovecké fakultě v Praze státním docentem dějin církevní hudby, s účinností od 1. října 1951. Jeho působení na CMBF bylo ukončeno 31. října 1953. Zemřel 31. března 1968.